# Pararondibilis acrosa
Pararondibilis acrosa là một loài bọ cánh cứng trong họ Cerambycidae.